# Окленд (футбольный клуб)
«Окленд» (англ. Auckland Football Club) — профессиональный новозеландский футбольный клуб из города Окленд. Основан 14 марта 2024 года, действует по лицензии от Australian Professional Leagues. Домашняя арена команды — стадион «Маунт Смарт».
Выступает в Эй-Лиге, высшем дивизионе австралийского футбола.
В ноябре 2023 года клуб получил лицензию Эй-Лиги под руководством владельца Билла Фоули в рамках третьего этапа расширения лиги.

## История
В марте 2023 года Australian Professional Leagues объявили о планах расширения лиги двумя новыми клубами — в Канберре и Окленде — перед сезоном 2024/25. В октябре 2023 года Билл Фоули был назван предпочтительным владельцем лицензии на команду в Окленде, а 21 ноября лицензия была официально выдана.
В ноябре 2023 года Фоули заявил, что предстоит ещё много работы для выбора названия и логотипа клуба. Он лично выразил предпочтение названию «Чёрные рыцари» (Black Knights), но отметил, что окончательное решение ещё не принято.
14 марта 2024 года клуб официально представил своё название, логотип и первый домашний комплект формы на мероприятии в штаб-квартире в Окленде. Название клуба — «ФК Окленд», а комплект формы с сине-чёрными цветами был изготовлен компанией New Balance. Прозвище клуба — «Чёрные рыцари» — связано с другими командами Фоули и отсылает к прозвищу спортивных команд его альма-матер, Военной академии США.
В тот же день клуб назначил Терри Макфлина спортивным директором клуба, а Стива Корику — главным тренером. В мае 2024 года «ФК Окленд» объявил о первых четырёх подписаниях игроков перед стартом сезона 2024/25.
Первый официальный матч в Эй-Лиге состоялся 19 октября 2024 года на домашнем стадионе «Маунт Смарт». При полном аншлаге в 24 492 зрителя «чёрные рыцари» обыграли «Брисбен Роар» со счётом 2:0.

## Эмблема клуба и цвета
Цвета клуба — электрический синий и черный, которые ассоциируются с традиционным королевским синим Окленда. Эмблема изображает букву «A» в центре, символизирующую город, представляя остров Рангитото и небоскреб Скай-тауэр. Визор черного рыцаря и полосы на гербе представляют компанию «Black Knight Sports & Entertainment», владеющую клубом. На эмблеме также отображена аббревиатура клуба «AFC».

### Поставщики формы и спонсоры
| Период       | Поставщик формы | Спонсор на груди  | Спонсор на рукаве | Спонсор на спине |
| ------------ | --------------- | ----------------- | ----------------- | ---------------- |
| 2024 – н. в. | New Balance     | Anchor / Go Media | McDonald's        | ANZ              |

## Стадион
Стадион «Маунт Смарт» станет первым домашним стадионом для «ФК Окленд» в сезоне 2024/25. Билл Фоули заявил, что стадион будет использоваться «в течение нескольких лет», пока не будет построен новый стадион на 20 000 мест на набережной Окленда. Клуб также объявил «Норт-Харбор» своей базой для тренировок из-за конфликтов с расписанием с Национальной регбийной лигой из-за команды «Нью Зиленд Уорриорз», которая играет на «Маунт Смарт» с 1995 года.
До основания «ФК Окленд» домашней командой в Окленде был «Веллингтон Феникс», который проводил матчи на «Норт-Харбор» и «Иден Парк». Клуб провел свой последний матч в Окленде 16 марта 2024 года против «Сиднея» на «Иден Парк», после чего вернулся на свой домашний стадион в Веллингтоне. «Футбол Кингс», первый клуб из Окленда, игравший в Австралии, также называл «Норт-Харбор» и «Маунт Смарт» своими домашними стадионами до распуска в 2004 году из-за финансовых проблем. «Нью Зиланд Найтс» заменили «Футбол Кингс» в Эй-Лиге сезона 2005/06 и также играли на этих стадионах. Клуб прекратил существование на следующий сезон после того, как Федерация футбола Австралии отозвала лицензию клуба из-за неплатежеспособности.

## Фанаты и соперничества
«Порт» (The Port) — название неофициальной группы болельщиков клуба. У клуба также есть паб для болельщиков, расположенный в центре Окленда.
Будучи третьим клубом из Окленда, участвующим в высшем дивизионе Австралии после «Футбол Кингс» и «Нью Зиланд Найтс», «ФК Окленд» будет соперничать с «Веллингтон Феникс», который являлся единственным новозеландским клубом в Чемпионате Австралии с сезона 2007/08.

## Владельцы
Владельцем клуба является Билл Фоули, бизнесмен и генеральный партнер компании «Black Knight Football and Entertainment». Под управлением «Black Knight» Фоули владеет английским футбольным клубом «Борнмут» и хоккейной командой «Вегас Голден Найтс» из Национальной хоккейной лиги в США. Он также является миноритарным акционером футбольных клубов «Лорьян» и «Хиберниан».
14 марта 2024 года, после официального представления «ФК Окленд», Али Уильямс (бывший новозеландский игрок в регби) и Анна Мобрей (соучредитель компании игрушек Zuru) были объявлены со-владельцами клуба. В июне 2024 года Тим Безбаченко (бывший американский футболист) был назначен президентом «Black Knight».

## Женская команда и академия
14 марта 2024 года «ФК Окленд» объявил, что женская футбольная команда клуба дебютирует в сезоне 2025/26 женской Эй-Лиги. Также были созданы мужские и женские молодёжные команды. В качестве спортивного директора Терри Макфлин будет отвечать за набор игроков и тренеров для всех команд.

## Тренерский штаб

### Технический персонал
| Должность                               | Имя            | Ист.   |
| --------------------------------------- | -------------- | ------ |
| Главный тренер                          | Стив Корика    | [ 31 ] |
| Ассистент тренера                       | Дэнни Хэй      | [ 32 ] |
| Тренер вратарей                         | Джонатан Гулд  | [ 33 ] |
| Глава скаутского отдела                 | Даг Корс       | [ 34 ] |
| Менеджер команды                        | Кэм Килгор     | [ 35 ] |
| Глава медицинского и физического отдела | Элиас Буркарим | [ 36 ] |

### Менеджмент
| Должность                      | Имя              | Ист.   |
| ------------------------------ | ---------------- | ------ |
| Владелец                       | Билл Фоули       |        |
| Генеральный директор           | Ник Беккер       |        |
| Коммерческий директор          | Майк Хиггинс     |        |
| Спортивный директор            | Терри Макфлин    | [ 37 ] |
| Глава потребительского бизнеса | Рафаэль Тернбулл |        |

## Состав
| 1  | Флаг Новой Зеландии | Вр  | Майкл Вуд       | 1999 |  |  |  |  |  |
| 12 | Флаг Новой Зеландии | Вр  | Алекс Полсен    | 2002 |  |  |  |  |  |
| 30 | Флаг Новой Зеландии | Вр  | Джозеф Ноулес   |      |  |  |  |  |  |
|    |                     |     |                 |      |  |  |  |  |  |
| 2  | Флаг Японии         | Защ | Хироки Сакаи    | 1990 |  |  |  |  |  |
| 3  | Флаг Австралии      | Защ | Скотт Галлоуэй  | 1995 |  |  |  |  |  |
| 4  | Флаг Новой Зеландии | Защ | Нандо Пейнакер  | 1999 |  |  |  |  |  |
| 5  | Флаг Новой Зеландии | Защ | Томми Смит      | 1990 |  |  |  |  |  |
| 15 | Флаг Новой Зеландии | Защ | Фрэнсис Де Врис | 1994 |  |  |  |  |  |
| 17 | Флаг Новой Зеландии | Защ | Каллан Эллиот   | 1999 |  |  |  |  |  |
| 23 | Флаг Фиджи          | Защ | Дэн Холл        | 1999 |  |  |  |  |  |
|    |                     |     |                 |      |  |  |  |  |  |
| 6  | Флаг Бельгии        | ПЗ  | Луи Верстрате   | 1998 |  |  |  |  |  |
| 7  | Флаг Новой Зеландии | ПЗ  | Кэмерон Хоуисон | 1994 |  |  |  |  |  |
| 8  | Флаг Новой Зеландии | ПЗ  | Луис Туми       |      |  |  |  |  |  |

| 16 | Флаг Новой Зеландии | ПЗ  | Адама Кулибали  |      |  |  |  |  |  |
| 18 | Флаг Новой Зеландии | ПЗ  | Финн Маккенлэй  |      |  |  |  |  |  |
| 19 | Флаг Новой Зеландии | ПЗ  | Оливер Мидлтон  |      |  |  |  |  |  |
| 22 | Флаг Новой Зеландии | ПЗ  | Джейк Бриммер   | 1998 |  |  |  |  |  |
| 28 | Флаг Чили           | ПЗ  | Фелипе Гальегос | 1991 |  |  |  |  |  |
|    |                     |     |                 |      |  |  |  |  |  |
| 9  | Флаг Новой Зеландии | Нап | Макс Мата       | 2000 |  |  |  |  |  |
| 10 | Флаг Уругвая        | Нап | Гильермо Мэй    | 1998 |  |  |  |  |  |
| 11 | Флаг Новой Зеландии | Нап | Джо Чэмпнесс    | 1997 |  |  |  |  |  |
| 14 | Флаг Новой Зеландии | Нап | Лиам Гиллион    | 2002 |  |  |  |  |  |
| 21 | Флаг Новой Зеландии | Нап | Джесси Рандэлл  | 2002 |  |  |  |  |  |
| 25 | Флаг Колумбии       | Нап | Нейдер Морено   | 1997 |  |  |  |  |  |
| 27 | Флаг Новой Зеландии | Нап | Логан Роджерсон | 1998 |  |  |  |  |  |
| 35 | Флаг Новой Зеландии | Нап | Джонти Бидоис   |      |  |  |  |  |  |